# أنطوان رايموند
أنطوان رايموند هو سياسي كندي، ولد في 22 سبتمبر 1902، وتوفي في 18 أبريل 1975 في نورت دام دو لاك في كندا. نشط حزبياً في الاتحاد الوطني. وقد انتخب عضو الجمعية الوطنية في كيبك ‏.